# 니콘 DX 포맷

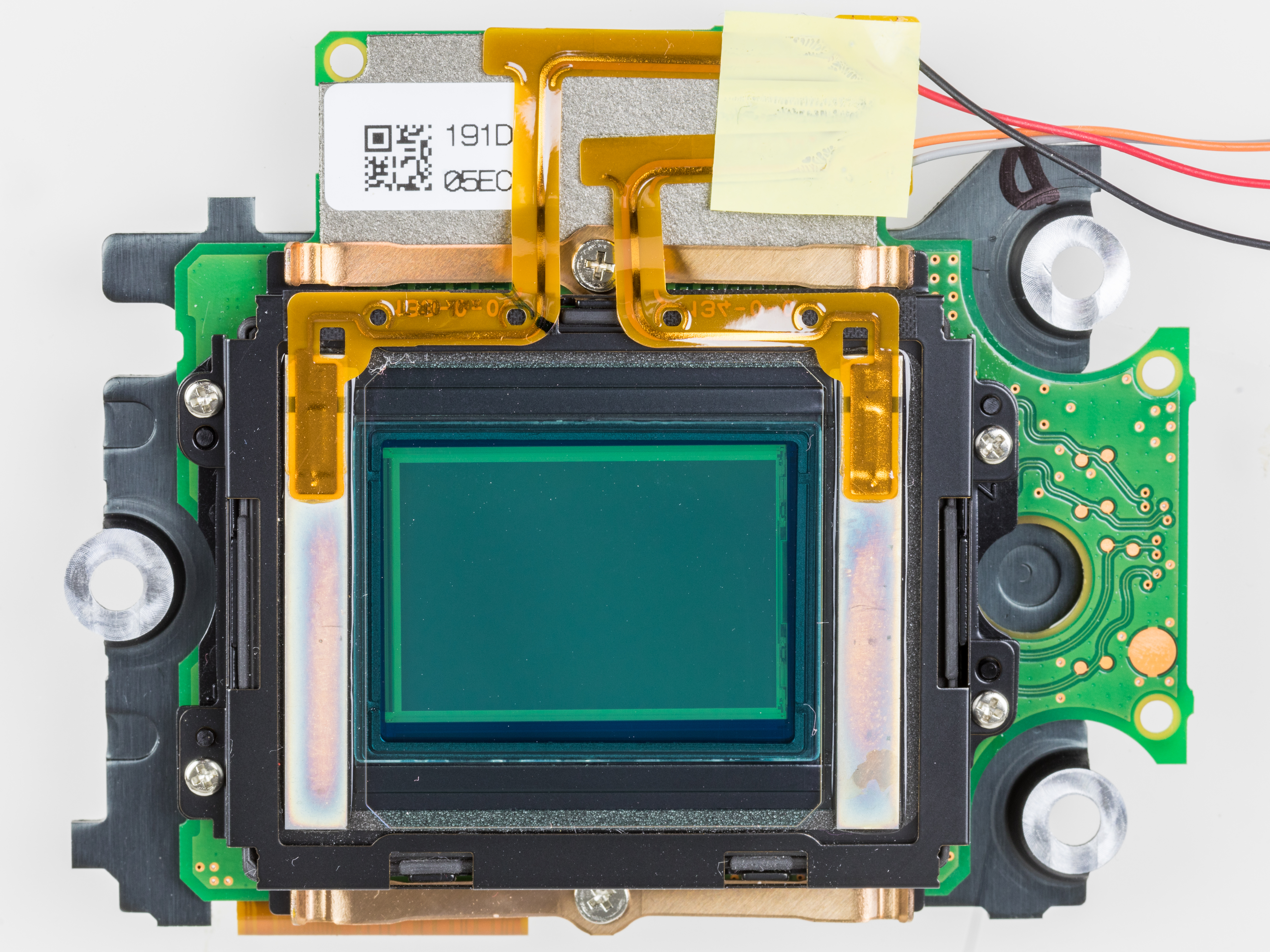

니콘 DX 포맷은 약 24×16mm 의 이미지 센서 포맷이다. 이것은 22×15mm의 APS-C 포맷보다는 약간 크며, 135 필름의 약 2/3배 의 크기이다. 이 포맷은 니콘이 DX사이즈의 센서를 장착한 DSLR 카메라를 위해 만들었다.
2007년, 니콘에서는 D3라고 하는 풀 사이즈인 니콘 FX 포맷을 가진 DSLR 카메라를 발표하였다.

## 실제 센서 크기
니콘은 약간씩 다른 사이즈의 DX 포맷 센서를 제조한다.
| 카메라     | 센서 너비 (mm) | 센서 길이 (mm) |
| ---------- | -------------- | -------------- |
| 니콘 D2Xs  | 23.7           | 15.7           |
| 니콘 D2X   | 23.7           | 15.7           |
| 니콘 D2Hs  | 23.7           | 15.5           |
| 니콘 D1X   | 23.7           | 15.5           |
| 니콘 D1H   | 23.7           | 15.5           |
| 니콘 D1    | 23.7           | 15.5           |
| 니콘 D300  | 23.6           | 15.8           |
| 니콘 D200  | 23.6           | 15.8           |
| 니콘 D100  | 23.7           | 15.5           |
| 니콘 D80   | 23.6           | 15.8           |
| 니콘 D70s  | 23.7           | 15.5           |
| 니콘 D70   | 23.7           | 15.5           |
| 니콘 D50   | 23.7           | 15.5           |
| 니콘 D40x  | 23.7           | 15.6           |
| 니콘 D40   | 23.7           | 15.5           |
| 니콘 D5200 | 24             | 16             |

## 같이 보기
- 이미지 센서 포맷
- 니콘 F 마운트